# 1988 год в спорте
Список 1988 год в спорте описывает спортивные события, произошедшие в 1988 году.

## СССР
- Чемпионат СССР по боксу 1988;
- Чемпионат СССР по классической борьбе 1988;
- Чемпионат СССР по международным шашкам среди женщин 1988;
- Чемпионат СССР по русским шашкам среди женщин 1988;
- Чемпионат СССР по русским шашкам среди мужчин 1988;
- Чемпионат СССР по самбо 1988;
- Чемпионат СССР по хоккею с мячом 1987/1988;
- Создан женский баскетбольный клуб Ставропольчанка-СКФУ;
- Чемпионат СССР по современному пятиборью среди женщин 1988

### Волейбол
- Чемпионат СССР по волейболу среди женщин 1987/1988;
- Чемпионат СССР по волейболу среди женщин 1988/1989;
- Чемпионат СССР по волейболу среди мужчин 1987/1988;
- Чемпионат СССР по волейболу среди мужчин 1988/1989;

### Футбол
- Кубок СССР по футболу 1987/1988;
- Кубок СССР по футболу 1988/1989;
- Чемпионат Латвийской ССР по футболу 1988;
- Чемпионат СССР по футболу 1988;
- ФК «Спартак» Москва в сезоне 1988;
- Созданы женские клубы:
  - «Аврора»;
  - «Надежда-Днепр»;
  - «Серп и Молот»;
  - ЦСК ВВС;
- Созданы клубы:
  - «Бухара»;
  - «Карпаты» (Каменка-Бугская);
  - «СОЮЗ-Газпром»;
  - «Челябинск»;

### Хоккей с шайбой
- Чемпионат СССР по хоккею с шайбой 1987/1988;
- Чемпионат СССР по хоккею с шайбой 1988/1989;
- Созданы клубы:
  - «Неман»;
  - «Торос»;

### Шахматы
- Чемпионат СССР по шахматам 1988;

## Международные события
- WTA Тур 1988;

### Зимние Олимпийские игры 1988
- Биатлон;
- Бобслей;
  - Двойки (мужчины);
- Горнолыжный спорт;
- Конькобежный спорт;
- Лыжное двоеборье;
- Лыжные гонки;
- Прыжки с трамплина;
- Санный спорт;
- Фигурное катание;
  - Одиночное катание (женщины);
  - Одиночное катание (мужчины);
  - Парное катание;
  - Танцы на льду;
- Хоккей;

Медальный зачёт на зимних Олимпийских играх 1988

### Летние Олимпийские игры 1988
- Академическая гребля;
- Баскетбол;
- Бокс;
- Борьба;
- Велоспорт;
- Водное поло;
- Волейбол;
  - Квалификация;
- Гандбол;
- Гимнастика;
  - Спортивная гимнастика;
  - Художественная гимнастика;
- Гребля на байдарках и каноэ;
- Дзюдо;
  - До 60 кг (мужчины);
- Конный спорт;
- Лёгкая атлетика;
  - Бег на 100 м (женщины);
  - Прыжки в длину (мужчины);
  - Отборочный турнир в олимпийскую сборную США по лёгкой атлетике 1988 — прыжки в длину (мужчины);
- Настольный теннис;
- Парусный спорт;
- Плавание;
- Прыжки в воду;
- Синхронное плавание;
- Современное пятиборье;
- Стрельба;
- Стрельба из лука;
- Теннис;
  - Женский одиночный турнир;
- Тяжёлая атлетика;
- Фехтование;
- Футбол;
- Хоккей на траве;
- Ходори;

Итоги летних Олимпийских игр 1988 года

### Чемпионаты Европы
- Чемпионат Европы по фигурному катанию 1988;

### Чемпионаты мира
- Чемпионат мира по академической гребле 1988;
- Чемпионат мира по биатлону 1988;
- Чемпионат мира по конькобежному спорту в классическом многоборье 1988;
- Чемпионат мира по конькобежному спорту в классическом многоборье среди женщин 1988;
- Чемпионат мира по международным шашкам среди мужчин 1988;
- Чемпионат мира по современному пятиборью 1988;
- Чемпионат мира по фигурному катанию 1988;

### Баскетбол
- Кубок чемпионов ФИБА 1987/1988;
- Кубок чемпионов ФИБА 1988/1989;

### Волейбол
- Волейбол на летних Олимпийских играх 1988 (квалификация);
- Кубок европейских чемпионов по волейболу среди женщин 1987/1988;
- Кубок европейских чемпионов по волейболу среди женщин 1988/1989;

### Снукер
- British Open 1988;
- Canadian Masters 1988;
- Fidelity Unit Trusts International 1988;
- Irish Masters 1988;
- Mercantile Credit Classic 1988;
- Гран-при 1988;
- Мастерс 1988;
- Официальный рейтинг снукеристов на сезон 1987/1988;
- Официальный рейтинг снукеристов на сезон 1988/1989;
- Снукер на летних Паралимпийских играх 1988;
- Снукерный сезон 1988/1989;
- Чемпионат Великобритании по снукеру 1988;
- Чемпионат Европы по снукеру 1988;
- Чемпионат мира по снукеру 1988;

### Футбол
- Матчи сборной СССР по футболу 1988;
- Кубок европейских чемпионов 1987/1988;
- Кубок европейских чемпионов 1988/1989;
- Кубок Либертадорес 1988;
- Кубок обладателей кубков УЕФА 1988/1989;
- Кубок чемпионов КОНКАКАФ 1988;
- Кубок обладателей кубков УЕФА 1987/1988;
- Кубок обладателей кубков УЕФА 1988/1989;
- Международный футбольный кубок 1988;
- Финал Кубка европейских чемпионов 1988;
- Финал Кубка обладателей кубков УЕФА 1988;

#### Чемпионат Европы по футболу 1988
- Чемпионат Европы по футболу 1988 (отборочный турнир);
- Чемпионат Европы по футболу 1988 (составы);
- Финал чемпионата Европы по футболу 1988;

### Хоккей с шайбой
- Драфт НХЛ 1988;
- НХЛ в сезоне 1987/1988;
- НХЛ в сезоне 1988/1989;
- Суперсерия 1988/1989;

### Шахматы
- Женская шахматная олимпиада 1988;
- Матч за звание чемпионки мира по шахматам 1988;
- Матчи претендентов 1988/1989;
- Турнир претенденток по шахматам 1988;
- Шахматная олимпиада 1988;

## Моторные виды спорта
- Формула-1 в сезоне 1988;

## Персоналии

### Родились
- 3 августа — Хусейн Халиев, российский боец смешанных единоборств;
- 8 августа — Майрбек Тайсумов, австрийский боец смешанных единоборств чеченского происхождения;
- 22 августа — Магомед Бибулатов, французский боец смешанных единоборств чеченского происхождения;
- 31 августа — Умар Пасхаев, российский чеченский кикбоксер.
- 20 сентября — Хабиб Нурмагомедов, российский спортсмен, профессиональный боец смешанного стиля.

### Скончались
- 28 сентября — Александр Голдштейн (итал. Aleksandr Goldstein) (род. 1911), польский/австралийский шахматный композитор.[1]